# Дубы (Орловская область)
Дубы — посёлок в Новодеревеньковском районе Орловской области России. 
Входит в Никитинское сельское поселение в рамках организации местного самоуправления и в Никитинский сельсовет в рамках административно-территориального устройства.

## География
Расположен в 3 км к северу от райцентра, посёлка городского типа Хомутово, и в 93 км к востоку от центра города Орёл.

## Население
| 2002 | 2010 |
| ---- | ---- |
| 437  | ↘366 |

Согласно результатам переписи 2002 года, в национальной структуре населения русские составляли 86 % от жителей.